# Charles III - Centre-Ville
Charles III - Centre-Ville est un des onze quartiers de Nancy.

## Situation
Le quartier est délimité par les anciennes portes de la ville, comme les portes Saint-Georges et Sainte-Catherine à l'est et Saint-Nicolas au sud. Il comporte également la place Stanislas, ainsi que la place d'Alliance. Il est aussi adjacent au quartier de la Ville Vieille, au nord, ainsi que du quartier Stanislas - Meurthe à l'est.
L'intégralité du quartier fait partie du secteur sauvegardé de Nancy et comporte deux des trois places inscrites au patrimoine mondial de l'Unesco.

## Historique
La ville-neuve de Nancy a été édifiée à partir de 1590 sous le règne du duc Charles III de Lorraine. Ce quartier Renaissance est inclus dans le secteur sauvegardé de la ville.
À la demande du duc, l'Italien Girolamo (ou Hieronimo) Citoni propose une nouvelle-ville au sud de la vieille-ville. Il y trace des rues larges et droites selon un plan hippodamien en vogue à l'époque pour les villes nouvelles, exception faite de la rue Saint-Nicolas (ancien faubourg) qui garde son tracé préexistant. Au centre est créée une esplanade qui deviendra la place du marché.
Des fortifications bastionnées protègent cette ville-neuve, qui ne communique avec la « vieille-ville », au tracé médiéval irrégulier, que par une esplanade ouverte au sud de la place de la Carrière. Les entrées extérieures de cette ville-neuve s'effectuent au sud, à l'ouest et à l'est et sont assurées par des portes défensives : porte Saint-Nicolas, porte Saint-Georges et Saint-Jean.
Dans les années 1960 et 1970, les abords de l'église Saint-Sébastien, devenus insalubres, connurent une rénovation urbaine radicale, avec la construction d'un centre commercial et de plusieurs immeubles de grande hauteur.

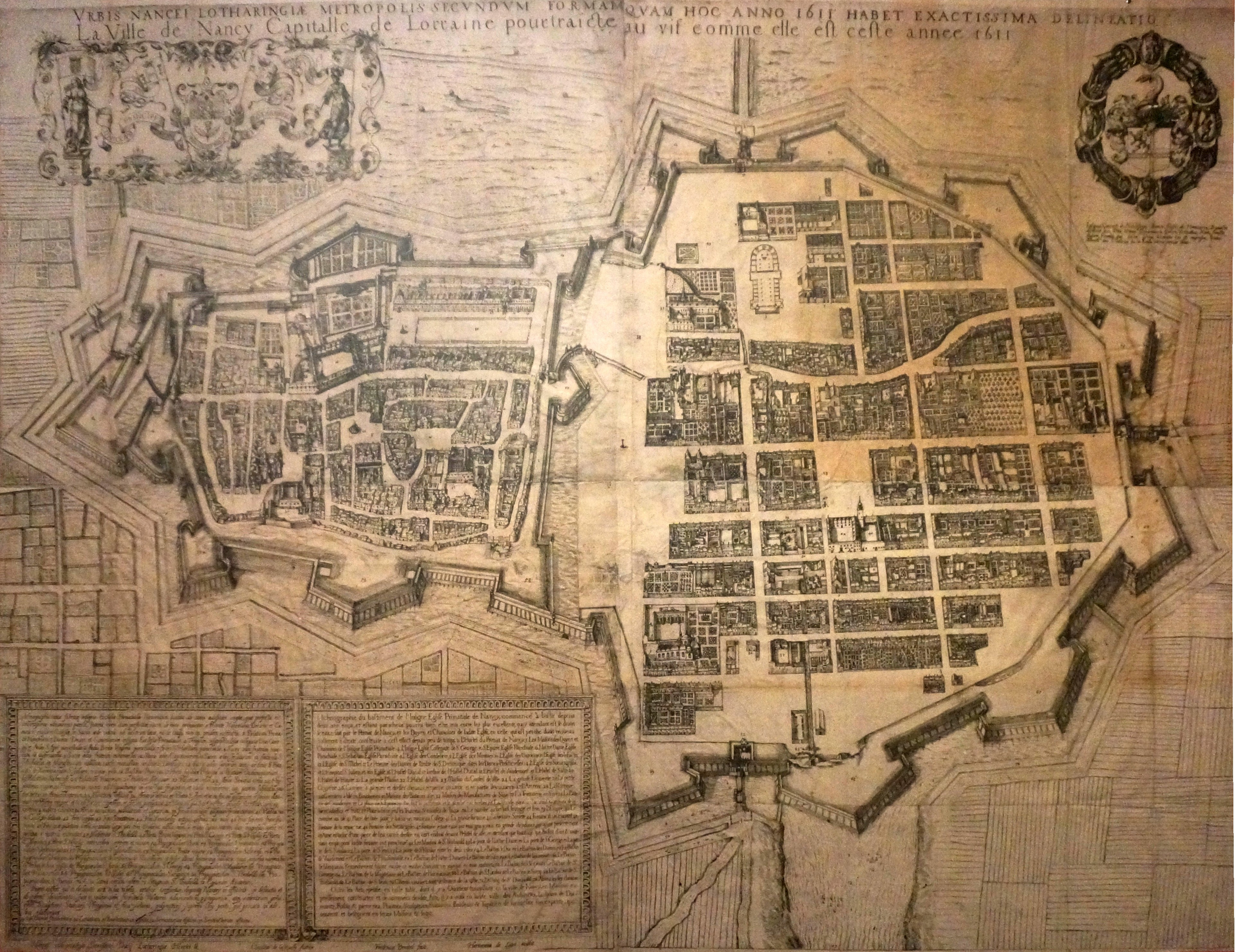
Début XVIIe siècle, la Ville-neuve à droite.
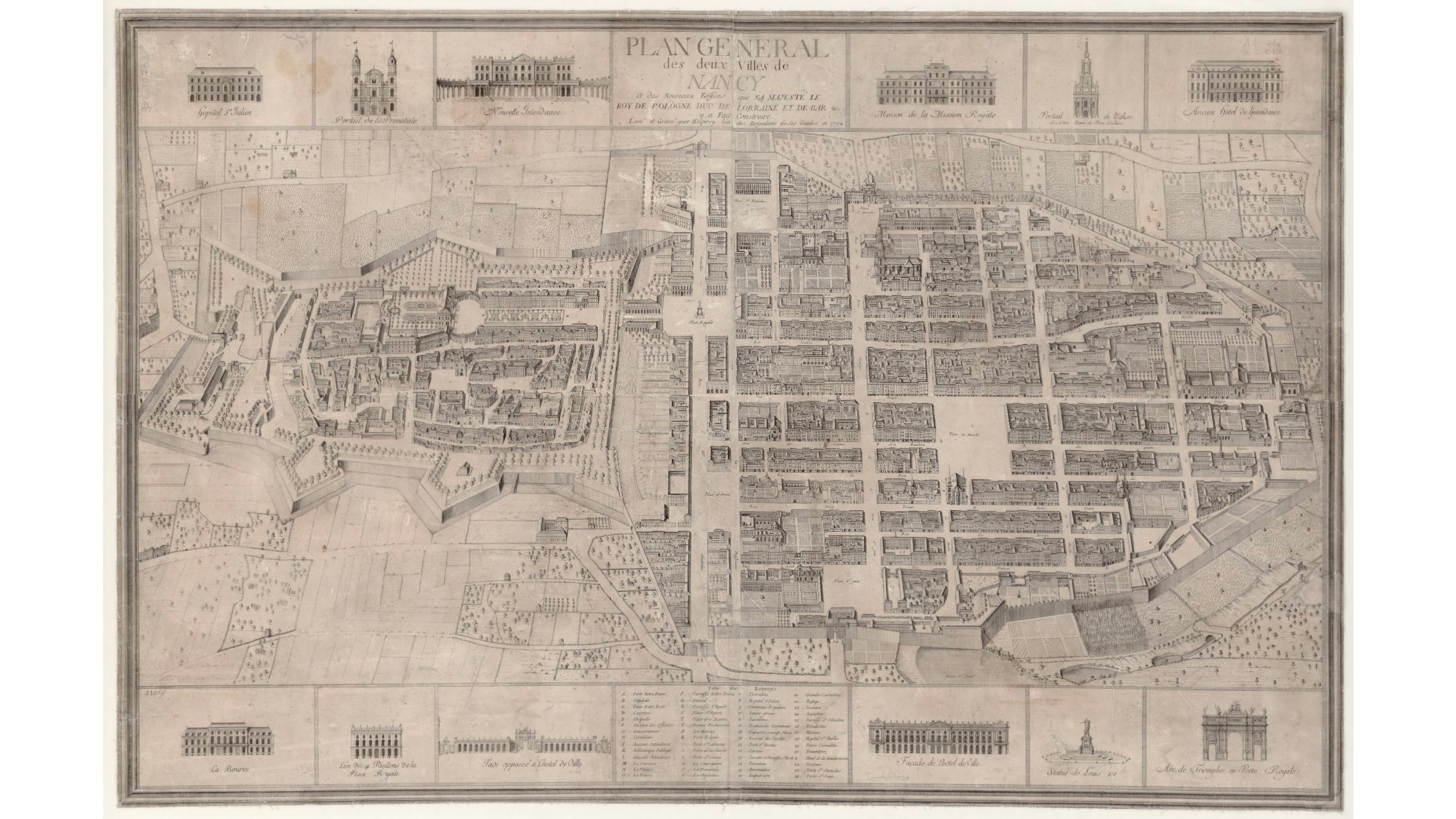
Plan milieu XVIIIe siècle, les bastions disparaissent.

## Présentation et structure
Le centre-ville de Nancy est composé de plusieurs sous-quartiers, non définis administrativement.

### Le quartier Saint-Sébastien
Abritant le centre commercial Saint Sébastien et une église du même nom, ce sous-quartier est considéré comme le quartier d'affaires de la ville puisqu'il abrite de nombreux bureaux répartis pour la plupart dans des immeubles de grande hauteur, comme les tours Saint-Sébastien A, B, C, D ; ainsi que la tour Joffre.

### Le centre-gare

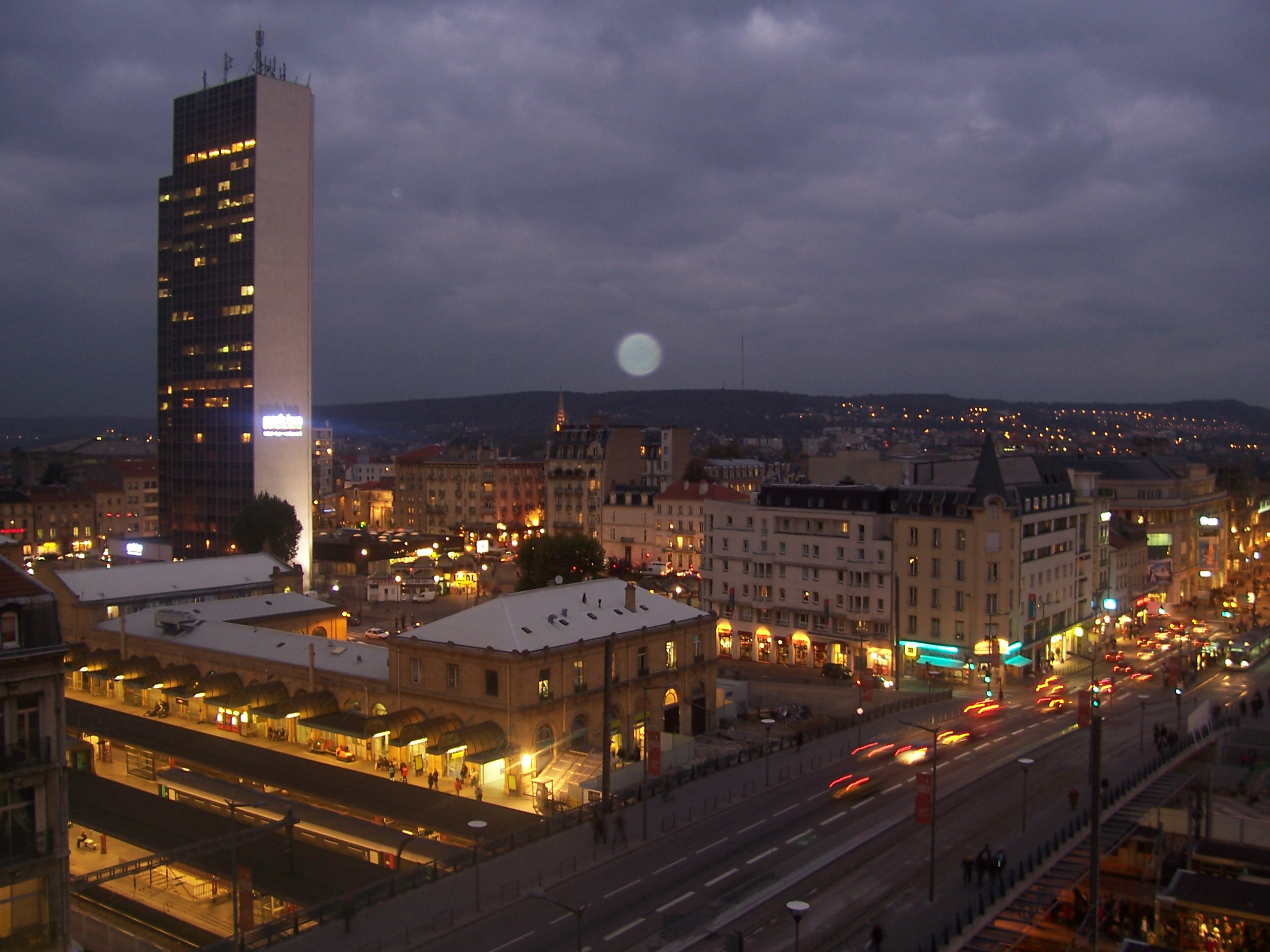
Vue sur la tour Thiers et la gare de Nancy-Ville.

Quartier comportant bien sûr la gare centrale SNCF de Nancy, la gare routière de la République (pôle d'échange central des transports en commun urbains et péri-urbains STAN), et le palais des congrès remplaçant le centre de tri du courrier pour le projet du quartier éco : Nancy - Grand Cœur.
Le centre-gare abrite également la tour Thiers, deuxième plus grand immeuble de l'agglomération après la tour panoramique Les Aulnes.

### Les rues piétonnes et commerçantes
La rue Saint-Jean, entièrement traversée par la ligne 1 du tramway, mais aussi la rue Saint-Georges et la place Maginot constituent un pôle commercial majeur de la ville.

## Lieux, monuments, établissements
Voici une liste non exhaustive de quelques lieux du centre-ville :
- hôtel de ville de Nancy, faisant également office de mairie de quartier ;
- office de tourisme de Nancy ;
- synagogue de Nancy ;
- cathédrale Notre-Dame-de-l'Annonciation de Nancy ;
- temple protestant de Nancy ;
- gare SNCF de Nancy Ville ;
- pôle d'échanges de transports de Nancy-République ;

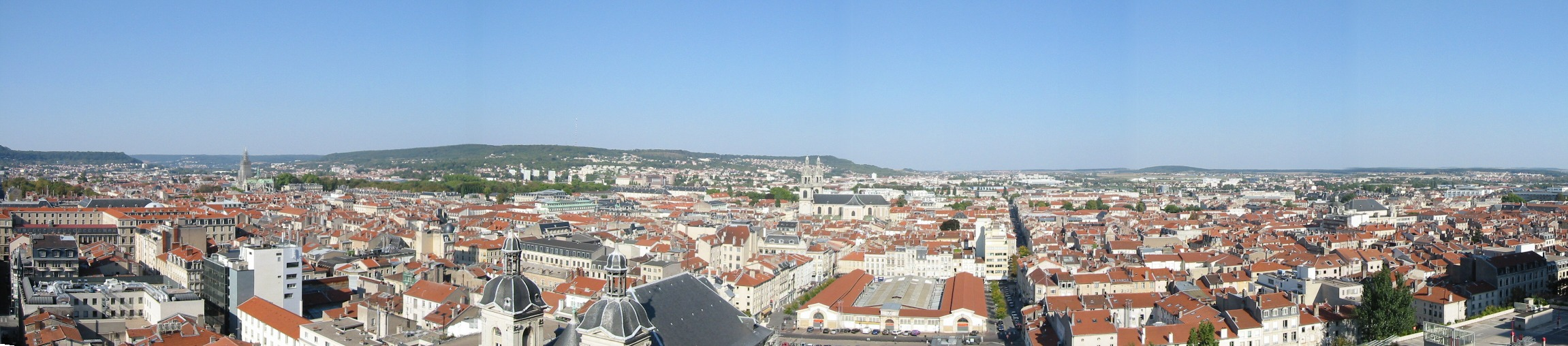
Panorama sur le centre-ville de Nancy
Le cours Léopold • la basilique Saint-Epvre • le parc de la pépinière • la cathédrale Notre-Dame-de-l'Annonciation • la ville-neuve et l'église Saint-Nicolas
Au premier plan : clochers de l'église Saint-Sébastien et le marché couvert de Nancy

- église Saint-Nicolas de Nancy.